# 山内典子
山内 典子（やまうち かねこ、天保12年（1841年） - 慶応4年1月14日（1868年2月7日））は、幕末の土佐新田藩・山内豊福の継室。上山藩の藩主・松平信宝の長女。母は側室の茂木キク。松平信庸は同母弟。

## 生涯
江戸常駐の豊福は、大政奉還ののち、鳥羽・伏見の戦いで敗走した徳川慶喜が江戸城に戻ると大名・旗本の呼び出しにより登城した。慶喜は「山内容堂の勧めで政権を返上したにもかかわらず、逆賊の汚名を着せられ、土佐の策略にはまったようだ」と言い、豊福は本藩・土佐藩への批判の矛先を向けられる。
城内では薩長軍と戦う機運となるが、豊福は数日前に容堂から一刻も早く京都に来るように命じられていた。しかしすでに江戸脱出は不可能で、幕府と本藩の板挟みとなった豊福は自害を決意した。典子は2人の子を頼むという夫の言葉を拒み、一緒に死ぬ道を選んだ。
家臣や侍女に気づかれないよう、夫婦は別々の部屋で1月14日深夜に決行した。典子はうめき声を聞かれないよう布団を被って喉を突いた。28歳。豊福は寝所で割腹していた。
家臣は2人の死を伏せて、急ぎ本藩の指示を仰いだ。5日後に訃報を聞いた容堂は、豊福の遺言を尊重して従兄弟の山内豊誠を養子として願い出て許可されたのち、藩主夫妻は病死と公表された。
残された娘の6歳の邦子（立花寛治夫人・36歳没）と4歳の豊子（松平忠礼夫人）は本家に引き取られた。
昭和37年（1962年）に上山小学校の図書館の本の中から、弟の信庸に宛てた典子の遺書が発見された。